# Europamästerskapet i handboll för damer 1996
Europamästerskapet i handboll för damer 1996 spelades i Brøndby, Fredericia, Herning och Vejle i Danmark mellan den 6 och 15 december 1996 och var den andra EM-turneringen som avgjordes för damer.
Danmark blev europamästare efter finalseger mot Norge med 25-23 medan Österrike tog bronset efter seger mot Tyskland med 30-23.

## Deltagande lag
| Grupp A   | Grupp B  |
| --------- | -------- |
| Danmark   | Litauen  |
| Kroatien  | Norge    |
| Polen     | Rumänien |
| Sverige   | Ryssland |
| Ungern    | Tyskland |
| Österrike | Ukraina  |

## Gruppspel

### Grupp A
Not: S = Spelade matcher, V = Vinster, O = Oavgjorda matcher, F = Förluster, GM = Gjorda mål, IM = Insläppta mål, MS = Målskillnad, P = Poäng
| Lag       | S | V | O | F | GM  | IM  | MS  | P  |
| --------- | - | - | - | - | --- | --- | --- | -- |
| Danmark   | 5 | 5 | 0 | 0 | 148 | 101 | +47 | 10 |
| Österrike | 5 | 4 | 0 | 1 | 125 | 105 | +20 | 8  |
| Kroatien  | 5 | 3 | 0 | 2 | 121 | 120 | +1  | 6  |
| Sverige   | 5 | 2 | 0 | 3 | 114 | 139 | −25 | 4  |
| Ungern    | 5 | 1 | 0 | 4 | 109 | 127 | −18 | 2  |
| Polen     | 5 | 0 | 0 | 5 | 107 | 132 | −25 | 0  |

| Datum       | Spelplats |           |           | Resultat | Typ av match |
| ----------- | --------- | --------- | --------- | -------- | ------------ |
| 6 december  | Brøndby   | Ungern    | Polen     | 21 – 19  | Gruppspel    |
| 6 december  | Brøndby   | Danmark   | Sverige   | 30 – 13  | Gruppspel    |
| 6 december  | Brøndby   | Kroatien  | Österrike | 21 – 25  | Gruppspel    |
| 7 december  | Brøndby   | Sverige   | Ungern    | 31 – 26  | Gruppspel    |
| 7 december  | Brøndby   | Polen     | Kroatien  | 21 – 25  | Gruppspel    |
| 7 december  | Brøndby   | Österrike | Danmark   | 16 – 29  | Gruppspel    |
| 8 december  | Brøndby   | Sverige   | Österrike | 18 – 31  | Gruppspel    |
| 8 december  | Brøndby   | Ungern    | Kroatien  | 19 – 24  | Gruppspel    |
| 8 december  | Brøndby   | Danmark   | Polen     | 33 – 22  | Gruppspel    |
| 10 december | Herning   | Polen     | Sverige   | 23 – 24  | Gruppspel    |
| 10 december | Herning   | Kroatien  | Danmark   | 22 – 27  | Gruppspel    |
| 10 december | Herning   | Ungern    | Österrike | 15 – 24  | Gruppspel    |
| 11 december | Herning   | Kroatien  | Sverige   | 29 – 28  | Gruppspel    |
| 11 december | Herning   | Danmark   | Ungern    | 29 – 28  | Gruppspel    |
| 11 december | Herning   | Österrike | Polen     | 29 – 22  | Gruppspel    |

### Grupp B
Not: S = Spelade matcher, V = Vinster, O = Oavgjorda matcher, F = Förluster, GM = Gjorda mål, IM = Insläppta mål, MS = Målskillnad, P = Poäng
| Lag      | S | V | O | F | GM  | IM  | MS  | P |
| -------- | - | - | - | - | --- | --- | --- | - |
| Norge    | 5 | 3 | 2 | 0 | 134 | 106 | +28 | 8 |
| Tyskland | 5 | 4 | 0 | 1 | 124 | 111 | +13 | 8 |
| Rumänien | 5 | 3 | 1 | 1 | 132 | 122 | +10 | 7 |
| Ryssland | 5 | 2 | 1 | 2 | 132 | 119 | +13 | 5 |
| Ukraina  | 5 | 1 | 0 | 4 | 114 | 122 | −8  | 2 |
| Litauen  | 5 | 0 | 0 | 5 | 97  | 153 | −56 | 0 |

| Inbördes möten avgör placering när två lag hamnar på samma poäng. |

| Datum       | Spelplats  |          |          | Resultat | Typ av match |
| ----------- | ---------- | -------- | -------- | -------- | ------------ |
| 6 december  | Vejle      | Norge    | Litauen  | 36 – 18  | Gruppspel    |
| 6 december  | Vejle      | Ryssland | Ukraina  | 30 – 23  | Gruppspel    |
| 6 december  | Vejle      | Tyskland | Rumänien | 22 – 21  | Gruppspel    |
| 7 december  | Vejle      | Ukraina  | Norge    | 19 – 23  | Gruppspel    |
| 7 december  | Vejle      | Litauen  | Tyskland | 17 – 27  | Gruppspel    |
| 7 december  | Vejle      | Rumänien | Ryssland | 29 – 26  | Gruppspel    |
| 8 december  | Vejle      | Ryssland | Norge    | 22 – 22  | Gruppspel    |
| 8 december  | Vejle      | Tyskland | Ukraina  | 25 – 23  | Gruppspel    |
| 8 december  | Vejle      | Rumänien | Litauen  | 32 – 26  | Gruppspel    |
| 10 december | Fredericia | Ukraina  | Rumänien | 22 – 24  | Gruppspel    |
| 10 december | Fredericia | Ryssland | Litauen  | 31 – 16  | Gruppspel    |
| 10 december | Fredericia | Norge    | Tyskland | 27 – 21  | Gruppspel    |
| 11 december | Fredericia | Norge    | Rumänien | 26 – 26  | Gruppspel    |
| 11 december | Fredericia | Litauen  | Ukraina  | 20 – 27  | Gruppspel    |
| 11 december | Fredericia | Tyskland | Ryssland | 29 – 23  | Gruppspel    |

## Placeringsmatcher

### Match om 11:e plats
| Fredag 13 december 1996 kl: 17:00 | Polen | 30 – 27 (Efter förlängning) | Litauen | Herning Publik: 1.000 |
| Fredag 13 december 1996 kl: 17:00 |       |                             |         | Herning Publik: 1.000 |

### Match om 9:e plats
| Fredag 13 december 1996 kl: 16:00 | Ungern | 22 – 27 | Ukraina | Fredericia Publik: 50 |
| Fredag 13 december 1996 kl: 16:00 |        |         |         | Fredericia Publik: 50 |

### Match om 7:e plats
| Fredag 13 december 1996 kl: 18:00 | Sverige | 28 – 32 | Ryssland | Fredericia Publik: 108 |
| Fredag 13 december 1996 kl: 18:00 |         |         |          | Fredericia Publik: 108 |

### Match om 5:e plats
| Fredag 13 december 1996 kl: 20:00 | Kroatien | 17 – 23 | Rumänien | Fredericia Publik: 50 |
| Fredag 13 december 1996 kl: 20:00 |          |         |          | Fredericia Publik: 50 |

## Slutspel

### Semifinaler
| Fredag 13 december 1996 kl: 19:00 | Danmark | 24 – 22 | Tyskland | Herning Publik: 4.500 |
| Fredag 13 december 1996 kl: 19:00 |         |         |          | Herning Publik: 4.500 |

| Fredag 13 december 1996 kl: 21:00 | Norge | 22 – 20 | Österrike | Herning Publik: 4.500 |
| Fredag 13 december 1996 kl: 21:00 |       |         |           | Herning Publik: 4.500 |

### Bronsmatch
| Söndag 15 december 1996 kl: 14:00 | Österrike | 30 – 23 | Tyskland | Herning Publik: 4.500 |
| Söndag 15 december 1996 kl: 14:00 |           |         |          | Herning Publik: 4.500 |

### Final
| Söndag 15 december 1996 kl: 16:00 | Danmark | 25 – 23 (10-10) | Norge | Herning Publik: 4.500 |
| Söndag 15 december 1996 kl: 16:00 |         |                 |       | Herning Publik: 4.500 |

| Europamästare: Danmark (andra titeln) |

## Slutplaceringar
| 1  | Danmark   |
| 2  | Norge     |
| 3  | Österrike |
| 4  | Tyskland  |
| 5  | Rumänien  |
| 6  | Kroatien  |
| 7  | Ryssland  |
| 8  | Sverige   |
| 9  | Ukraina   |
| 10 | Ungern    |
| 11 | Polen     |
| 12 | Litauen   |